# Alex Hai
 (mars 2023).
Alex Hai, né en 1967 à Hambourg, est un homme transgenre d'origine allemande et algérienne qui, avant sa transition, est considéré comme la première « femme » à être gondolier à Venise,,,.

## Biographie
Comme les gondoliers font partie d'une industrie traditionnellement dominée par les hommes depuis des siècles, la ville de Venise et l'industrie des gondoliers refusent d'accorder une licence à Alex Hai et ne le reconnaissent pas comme gondolier en raison de son statut de gondolier privé et du fait qu'il est assigné femme à la naissance. Communément appelé « la gondoliera » (« gondelière » en français) ou la « prima gondoliera » (« première gondolière »), avant de faire son coming out, il opère comme gondolier privé pour des hôtels en tant qu'indépendant. En décembre 2015, la plus haute cour de Rome reconnait Hai comme la « première gondolière à opérer à Venise ». Deux ans plus tard, il fait son coming-out en tant qu'homme transgenre,.
En 1996, Alex Hai débute comme apprenti gondolier sur le « traghetto », le ferry-gondole qui permet de traverser le Grand Canal. Il tente et échoue le test pour obtenir l'une des 425 licences de gondolier public à plusieurs reprises. En 1997, il rate l'examen écrit pour devenir gondolier suppléant, un échec largement attribué à la présence peu commune des médias et du public à son test au motif que la commission ait été composée exclusivement d'hommes, en contradiction avec la loi italienne DL 29/1993 invoquant l'égalité des chances entre hommes et femmes. Hai recommence le test, mais obtient un score inférieur à celui de sa tentative précédente.
Plusieurs personnalités public ont réagi aux échecs d'Alex Hai. Roberto Sussberg, membre du jury du test de gondolier et directeur d'Ente Gondola, le bureau de la mairie pour la sauvegarde des gondoles, déclare que les gondoliers ont tort d'être hostiles à Alex Hai, citant des précédents pendant la guerre lorsque des mères et des grands-mères ramaient des gondoles. Fulvio Scarpa, gondolier et président de l'association des gondoliers de 1992 à 1998, qui a encouragé Alex Hai à passer le test, déclare qu'une partie de la commission a volontairement gêné Alex Hai et qu'il valait mieux que les gondoliers lui donnent la licence publique.
Incapable d'obtenir une licence officielle, Alex Hai commence à opérer en tant que gondolier privé. En juillet 2005, Alex Hai obtient sa propre gondole, "Pegaso" (Pegase). En 2007, la cour de justice l'autorise à conduire sa gondole dans Venise pour un hôtel. Cela crée un précédent qui ouvre le métier de gondolier au-delà des traditions, et une partie des gondoliers décident de faire appel,. En 2015, il gagne un second procès.
En août 2010, Giorgia Boscolo devient la première femme gondolière avec une licence complète de Venise,,.
Avant de devenir gondolier, Alex Hai aspirait à être cinéaste. Il a repris ses études artistiques à Hambourg et à San Francisco et s’est produit dans sa gondole lors de la Regata Storica en 1999. Il a également co-créé une exposition d'art dans une galerie privée à Venise en 2014.